# Сан Ђорђо (Потенца)
Сан Ђорђо је насеље у Италији у округу Потенца, региону Базиликата.
Према процени из 2011. у насељу је живело 874 становника. Насеље се налази на надморској висини од 843 м.